# Ostschweizer Dialekt
Ostschweizer Dialekt, auch Nordostschweizer Dialekt, bezeichnet den hochalemannischen, besonders im Vokalsystem teilweise aber auch mittelalemannisch beeinflussten Dialekt, der in grossen Teilen der Ostschweiz gesprochen wird.

## Verbreitung
Zum Ostschweizer Dialekt gehören dialektologisch diejenigen Mundarten, welche die Ostschweizerische Vokalspaltung kennen. Sie gilt:
- im Kanton Schaffhausen

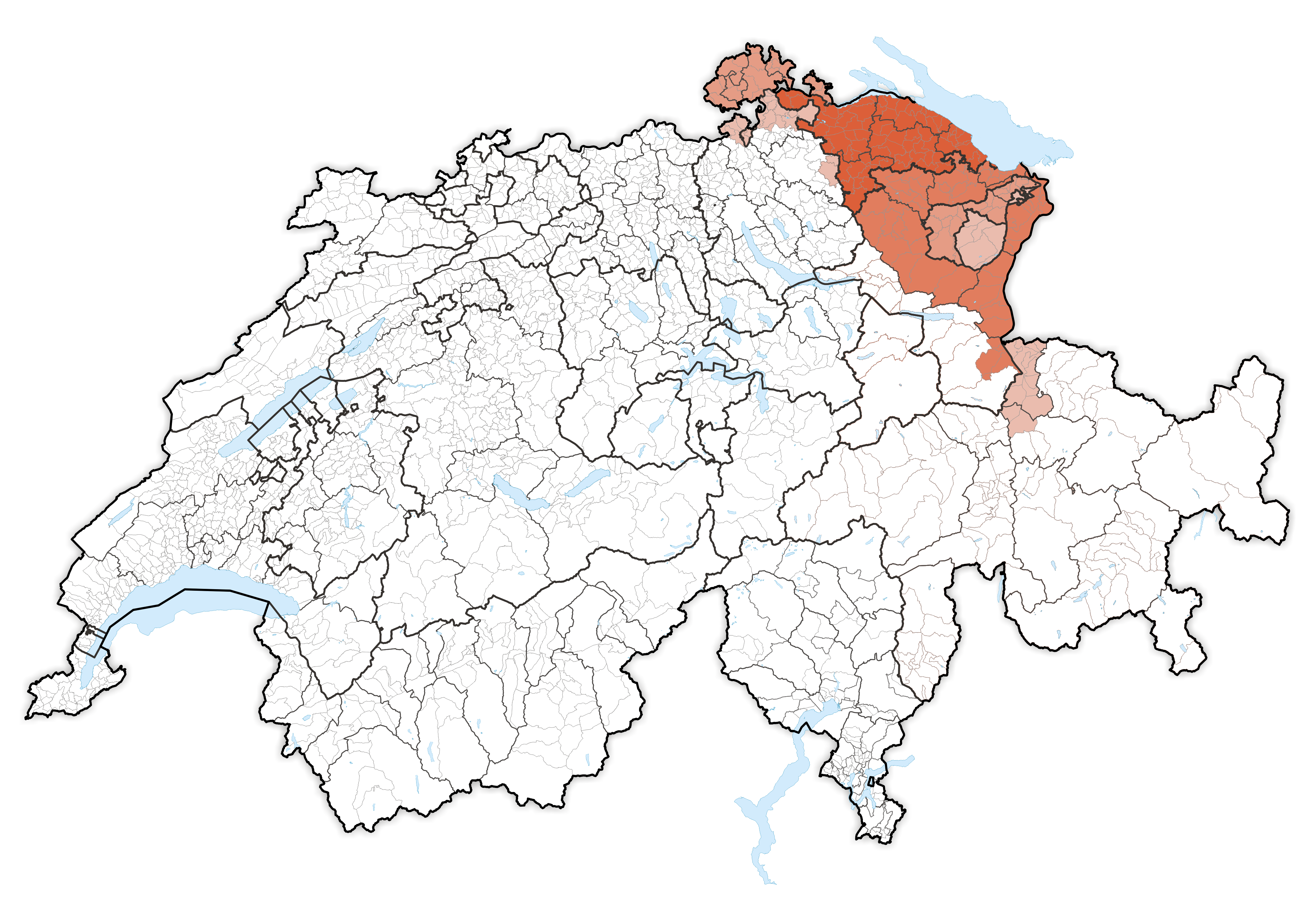
Verbreitungsgebiet der Ostschweizerischen Vokalspaltung

- im nördlichsten Teil des Kantons Zürich, im Rafzerfeld, im Weinland nördlich der Thur und in der Gegend um Elgg
- im Thurgau
- in beiden Appenzell
- in grossen Teilen des Kantons St. Gallen, allerdings ohne See-Gaster und ohne das Sarganserland, vom letzteren jedoch die schon im Rheintal gelegenen Gemeinden wieder ausgenommen
- im Bündner Rheintal von der Herrschaft bis Chur.[2]

Der (traditionelle) Ostschweizer Dialekt geht an der Schweizer Grenze nahtlos in die (traditionellen) Mundarten der baden-württembergischen, bayerischen, vorarlbergischen und liechtensteinischen Nachbarschaft über. Da die Schweiz, Deutschland und Österreich aber je verschiedene sprachliche Ausgleichstendenzen kennen, entwickelt sich die Staatsgrenze zunehmend auch zur Dialektgrenze.

## Ostschweizerische Vokalspaltung
| Ahd./Mhd.    | vorne | Mitte | hinten |
| ------------ | ----- | ----- | ------ |
| oben         | /i/   | /y/   | /u/    |
| Mitte        | /e/   | /ø/   | /o/    |
| untere Mitte | /ɛ/   |       | –      |
| unten        | /æ/   |       | /a/    |

Als eine Folge der althochdeutschen Umlautung, die zu zwei neuen e-Lauten führte, bekam das Althochdeutsche und das Mittelhochdeutsche im Bereich der Kurzvokale ein asymmetrisches System (Tabelle links). Die beiden Sprachen hatten zwar symmetrisch ein geschlossenes /i/ und /u/ und ein geschlossenes /e/ und /o/, aber nur ein offenes /ɛ/ (das sogenannte germanische ë), das jedoch kein offenes /ɔ/ als Pendant hatte.
Bei vielen Sprachen beobachtete man das Bestreben, das Lautsystem im Gleichgewicht zu halten: Kommt es im Lautsystem in einem Bereich zu einer Bewegung, führt das auch in anderen Bereichen zu Veränderungen. Die Deutschschweizer Dialekte haben ihr Lautsystem auf verschiedenen Wegen wieder ins Gleichgewicht gebracht. Dabei gingen die Ostschweizer Dialekte einen eigenen Weg.
| Mehrheit der schweizerdeutschen Dialekte | vorne | vorne          | hinten | hinten        |
| --- | ----- | -------------- | ------ | ------------- |
| oben | /i/   |                | /u/    |               |
| Mitte | /e/   | Vetter         | /o/    | Holder Moscht |
| unten | /æ/   | Wätter Wäschpi | /a/    |               |
| In der grossen Mehrheit der schweizerdeutschen Dialek- te wurde die Symmetrie hergestellt, indem das mittel- hochdeutsche /ɛ/ zu /æ/ gesenkt wurde, womit ein gleich- mässiges dreistufiges System entstand. |       |                |        |               |

| Teil der Glarner Dialekte | vorne | vorne         | hinten | hinten        |
| --- | ----- | ------------- | ------ | ------------- |
| oben | /i/   |               | /u/    |               |
| Mitte | /e/   | Vetter Wetter | /o/    | Holder Moscht |
| unten | /æ/   | Wäschpi       | /a/    |               |
| Ein Teil der Glarner Dialekte hoben das mittelhoch- deutsche /ɛ/ an, so dass es mit dem geschlossenen /e/ zusammenfiel. Auch dieser Weg führte zum gleichen Ziel: ein symmetrisches System mit drei vorderen und drei hinteren Lauten. |       |               |        |               |

William G. Moulton erklärte 1960/61 die Ostschweizerische Vokalspaltung als Korrektur des asymmetrischen Vokalsystems des Mittelhochdeutschen. Anders als bei anderen Deutschschweizer Dialekten blieb in der Ostschweiz /ɛ/ erhalten und die Symmetrie wurde auf dem Weg der Spaltung von /o/ in /o/ (parallel zu /e/) und /ɔ/ (parallel zu /ɛ/) beziehungsweise von /ø/ (parallel zu /e/) zu /ø/ und /œ/ (parallel zu /ɛ/) hergestellt:
| Ostschweizer Dialekt Sekundärumlaut ä                                                                                               | vorne | vorne   | hinten | hinten |
| --- | ----- | ------- | ------ | ------ |
| oben | /i/   |         | /u/    |        |
| Mitte | /e/   | Vetter  | /o/    | Holder |
| untere Mitte | /ɛ/   | Wètter  | /ɔ/    | Mòscht |
| unten | /æ/   | Wäschpi | /a/    |        |

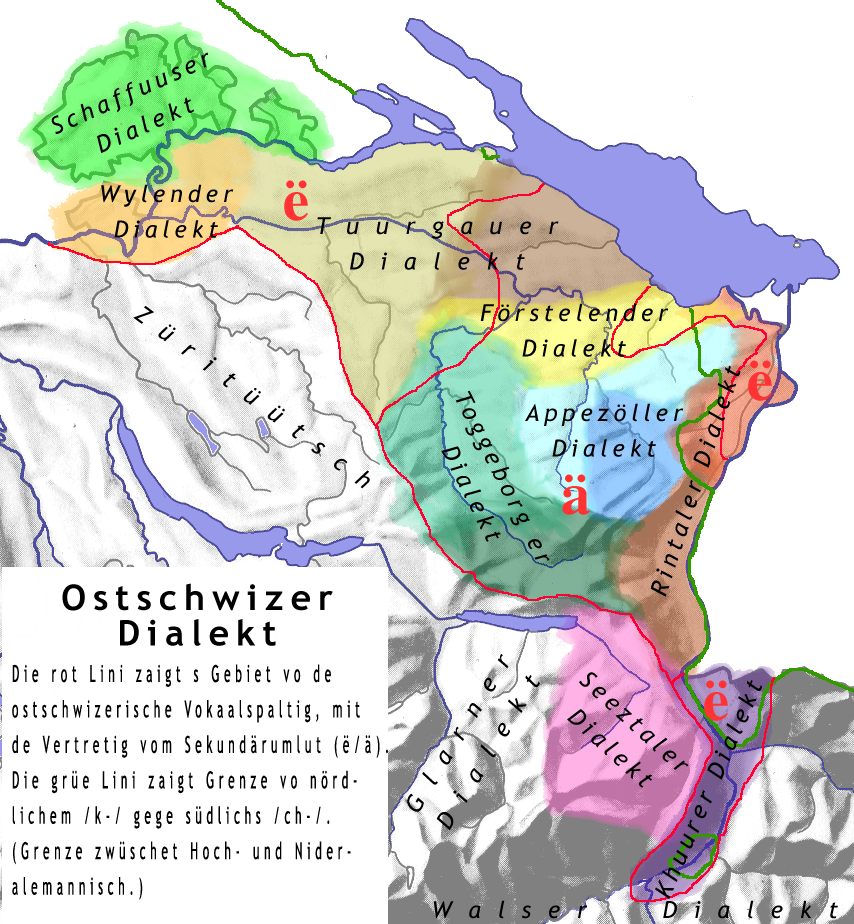
Die rote Linie zeigt das Gebiet der Ostschweizerischen Vokalspaltung mit der Vertretung des Sekundärumlauts ë/ä. Die grüne Linie markiert die Grenze zwischen dem nördlichen k- (Bodenseealemannisch) und dem südlichen ch-Laut (Hochalemannisch).

| Im Oberthurgau, im westlichen Fürstenland, im Toggen- burg, im Appenzellerland und im Werdenberg blieb da- neben auch /æ/ erhalten. |       |         |        |        |

| Ostschweizer Dialekt Sekundärumlaut ë | vorne | vorne          | hinten | hinten |
| --- | ----- | -------------- | ------ | ------ |
| oben | /i/   |                | /u/    |        |
| Mitte | /e/   | Vetter         | /o/    | Holder |
| untere Mitte | /ɛ/   | Wètter Wèschpi | /ɔ/    | Mòscht |
| unten | /æ/   |                | /a/    |        |
| In Schaffhausen, im Norden des Kantons Zürich, mehr- heitlich im Thurgau, im östlichen Fürstenland, in der Stadt St. Gallen sowie im St. Galler und Churer Rhein- tal wurde /æ/ zu /ɛ/ gehoben. |       |                |        |        |

## Binnengliederung
Es existieren in der Ostschweiz zahlreiche Dialektvarianten. Während im nördlichen Dialektgebiet keine scharfen Dialektgrenzen zu finden sind, zeigen sich in den Voralpen und Alpen hingegen zum Teil recht ausgeprägte Trennungslinien.
Die nachfolgende Tabelle zeigt Wortbeispiele in den verschiedenen regionalen Dialektvarianten:
| Hochdeutsch                            | das Kind der Acker          | Ziege zwanzig                | Wespe Käsewähe                   | etwas nichts              | Bemerkung |
| Althochdeutsch                         | daz chind der acchar, achar | geiz zweinzug                | wafsa châsi, flado               | ëtewas (ëtteswas) niowiht | |
| Schaffhausen                           | s Chind dǝ Akchǝr           | Gèiss, Gaass zwanzg          | Wèschpǝlǝ Chèèstünnǝ             | öppis (öpmis) nüüt, nünt  | Schaffhausen und der Thurgau nördlich der Thur sind ein relativ homogenes Dialektgebiet.                                        |
| Weinland                               | s Chind dǝ Akchǝr           | Gaiss, Gaass zwanzg          | Wèschpǝlǝ Chèèstünnǝ             | öppis nüüt                | Schaffhausen und der Thurgau nördlich der Thur sind ein relativ homogenes Dialektgebiet.                                        |
| Westlicher Thurgau                     | s Chind, Chìnd dǝ Akchǝr    | Gaass, Gaiss zwanzg          | Wèschpǝli Chäästünnǝ, -tǜlǝ      | öpis nüüt, nünt           | Schaffhausen und der Thurgau nördlich der Thur sind ein relativ homogenes Dialektgebiet.                                        |
| Östlicher Thurgau                      | s Chend dǝ Aggǝr            | Gaass zwanzg                 | Wäschpǝli; Chèès- tünnlǝ, -tüllǝ | öppis (naamis) nünt       | |
| Fürstenland (St. Galler Deutsch)       | s Chend dǝ Aggǝr            | Gaiss (älter: Gaass), zwanzg | Wäschpì Chääsfladǝ               | öppis (nabis) nünt        | In den Städten St. Gallen, Rorschach und Wil werden die Vokale weniger grell ausgesprochen als auf dem Land.                    |
| Unteres Toggenburg                     | s Chìnd dǝ Aggǝr            | Gèiss, Gääss zwänzg          | Wäschpi Chääsfladǝ               | näbis, öppis nüt, nünt    | |
| Oberes Toggenburg                      | s Chìnd dǝ Akchǝr           | Gäiss zwänzg                 | Wäschpi Chääsfladǝ               | öpis, nämis nüt           | |
| Appenzellerland                        | s Chend, Chènd dǝ Akchǝr    | Gääss zwènzg                 | Wäschpi, Wäschpli Chääsfladǝ     | näbis nünt, nüts          | Der Dialekt fällt durch einen starken musikalischen Akzent auf.                                                                 |
| St. Galler Rheintal (Unteres Rheintal) | s Khìand, Kchìand dǝ Akchǝr | Gòass zwoanzg                | Wèschpǝl Khèèstǜnnǝlǝ            | epǝs nünt                 | Der Dialekt wird auch schon zum Mittelalemannischen gerechnet und bildet teilweise den Übergangsdialekt zum Vorarlbergerischen. |
| Werdenberg (Oberes Rheintal)           | s Chind dr Aggǝr            | Gaiss zwänzg                 | Wäschpi; Chääs- flaadǝ, -chuǝchǝ | ötschis (naisis) nüüt     | Der Dialekt hat ein starkes rätoromanisches Substrat.                                                                           |
| Churerdeutsch                          | ds Khind dr Aggǝr           | Gaiss zwenzg                 | Wèschpi Khèèswèèa                | epǝs (ǝswas) nüüt         | Der Dialekt hat ein starkes rätoromanisches Substrat.                                                                           |

## Lautung (Phonologie)
Der Wortakzent ist in der Regel auf der ersten Silbe. Im Gegensatz zum Hochdeutsch wird die betonte Silbe nicht stärker bzw. lauter gesprochen, sondern in einem höheren Ton. Als Beispiele einige Ortsnamen (Wortakzent fett): Schafuusǝ, Tuurgòu, Sanggalǝ, Flòòwil Tòggǝburg, Appezö̀ll, Rintl, Khuur.
Verbreitet ist, wie im Schweizerdeutschen generell, die Assimilation. So passt sich z. B. der Artikel d an: d Frau /pfrau/; d Chue /kxuə/; d Manə (Plural) /b̥ⁿmanə/; d Nuss /d̥ⁿnuss/. In den letzten beiden Fällen löst sich der Verschluss durch die Nase.

### Vokale

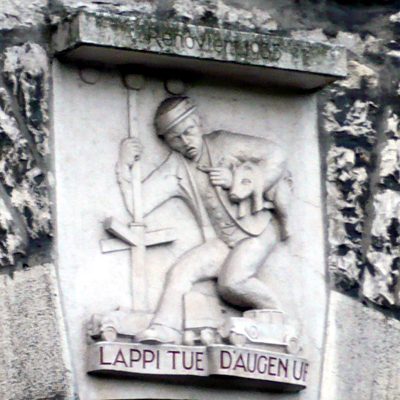
«Lappi tue d'Augen uf» («Narr, öffne die Augen!»). Spruch am Schwabentor in Schaffhausen

Der Ostschweizer Dialekt hebt sich von den anderen Schweizer Mundarten vor allem durch den Vokalismus ab, der auf die bereits erwähnte Ostschweizerische Vokalspaltung zurückzuführen ist. Im Gegensatz zu den Kurzvokalen gab es bei den Langvokalen kaum Veränderungen – ausser beim langen /a/, das in allen Ostschweizer Dialekten zu einem langen offenen /òò/ geworden ist (Òòbig). Die Dialekte, die kein kurzes /ä/ kennen, haben das lange /æ/ zu einem langen offenen /èè/ gemacht (Chääs, Chèès). Der Diphthong /ei/ wurde in den nördlichen Dialekten zu einem langen /aa/ (Gaass), in den südlichen zu einem langen /ä/ (Gääss) und im St. Galler Rheintal zu /òa/ (Gòass).
Das lange /aa/ war eine typische Eigenart der Thurgauer Mundart. Beispielhaft dafür waren die Saapfə oder Laaterə. Heute sind diese Aussprachen zu einem grossen Teil verschwunden und es wird Gaiss oder Gèiss verwendet. Charakteristisch ist sodann die Aussprache von Bòmm für Baum: In einigen Ostschweizer Dialekten wurde in manchen Wörtern aus dem früheren /ou/ ein meist kurzes /o/, wenn anschliessend ein /m/, /b/, /p/ oder /f/ folgte: Tròmm, tròmǝ, Ròòm, globǝ, hopt-, choffǝ, o (Traum, träumen, Rahm, glauben, haupt-, kaufen, auch).
Als geschlossene Vokale werden /i ü u e ö o/ (IPA: /i y u e ø o/), als offene Vokale /ì ǜ ù è ö̀ ò/ (IPA: /ɪ ʏ ʊ ɛ œ ɔ/) verwendet. Die offenen Vokale werden in der Ostschweiz tendenziell offener ausgesprochen als im Standarddeutsch. Die Vokale /a/ und /ä/ sind sehr hell und offen (IPA: /aæ/). Typisch für praktisch das gesamte Ostschweizerische ist die Brechung von /ɪ/ vor /r/, beispielsweise
Gschier (Geschirr).
Das Schwa /ə/ liegt näher bei /è/ und /ö̀/ (IPA: [ə]), im Bündnerdialekt und im St. Galler Rheintal neigt es zu einem überkurzen /a/ (IPA: [ɐ]).

### Konsonanten
Die Konsonanten /ch, kch, gg/ (IPA: /x k͡x k/) sind velar, aber nicht allzu rau. Affrikaten sind /pf z tsch kch/ (IPA: /p͡f t͡s t͡ʃ k͡x/). Sie werden nach Osten hin abnehmend hart ausgesprochen und kommen an der österreichischen Grenze fast nicht mehr vor. Die Fortes /p t gg/ sind nicht behaucht und die Lenis /b d g/ stimmlos (IPA: /p t k b d g/). Frikative sind /f s sch x h/ (IPA: /f s ʃ x h/). /l/ ist hell und /r/ wird entweder mit der Zungenspitze (IPA: [r]) artikuliert oder am (hinteren) Gaumen (IPA: [ʁ ɺ]). Nasal sind /m n ng/ (IPA: /m n ŋ/). Die Halbvokale /w j/ werden ohne Reibung gesprochen (IPA: /ʋ j/).
Der Ostschweizer Dialekt hat wie die anderen Hochalemannischen Mundarten das althochdeutsche /k/ zu /ch/ verschoben (Chind) – ausser im St. Galler und Churer Rheintal (Khind). Auffällig ist ein geminiertes /kk/, das in den östlichen Dialekten der Ostschweiz, in der sogenannten «Beggeli-Zone» (nach Beggeli für sonstiges schweizerdeutsche Beckeli), nicht zu /kx/ verschoben wurde: tringgǝ, druggǝ, Aggǝr (trinken, drücken, Acker).
Während früher das R /r/ in der gesamten Ostschweiz apikal, also mit der Zungenspitze artikuliert worden war, begannen sich in der nördlichen Ostschweiz um 1900 die dorsale und die uvulare (am Zäpfchen artikulierte) Aussprache des R auszubreiten. Im Appenzellerland und im St. Galler Rheintal ist das R verbreitet stumm geworden (Bèèg statt Bèèrg). Viele Appenzeller nasalieren zudem die Vokale vor einem /m/, /n/ oder /ng/.

## Wortschatz (Lexik)
Der Ostschweizer Wortschatz entspricht zu grossen Teilen dem allgemeinen schweizerdeutschen Vokabular. Es existieren jedoch zahlreiche Besonderheiten, die für die ganze oder für Teile der Ostschweiz charakteristisch sind, zum Beispiel Bitzgi (Kerngehäuse), Bolle, Zuckerbolle (Bonbon), brääsele, breesele, brüüsele (brenzlig riechen), Chetteleblueme (Löwenzahn), chiide (tönen), Chöider oder Möider (Kater), Chuchere (Papiersack), Flade oder Tünne(le) (siehe auch Abschnitt Binnengliederung), förbe, fürbe (mit dem Besen wischen), Girèizi (Kinderschaukel), Glufe (Stecknadel), Hasel-, Häselbeeri (Heidelbeere), Jucker (Heuschrecke), Mesmer (Kirchdiener, sonst in der Deutschschweiz Sigrist), Mikte, Miktig, Mektig (Mittwoch), Ooreschlüüffer (Ohrwurm), rüebig (ruhig), Schmaalz (Butter), strääze (stark regen), zibölele (Katzen hageln), Züche (Schublade).
Besonders viele eigentümliche Wörter haben sich in Appenzell Innerrhoden erhalten.
Im gesamtschweizerdeutschen Kontext merkmalhaft für das Ostschweizerdeutsch ist das Vorkommen verbaler Langformen, wo die anderen Mundarten ausschliesslich Kurzformen haben. Dies gilt – von Verb zu Verb unterschiedlich ausgeprägt – für «mehrheitsschweizerdeutsch» aafaa/aafoo gegenüber fast allgemein ostschweizerisch aafange/aafache/aafahe (anfangen), «mehrheitsschweizerdeutsch» gsee gegenüber teilweise ostschweizerisch sèche/sèhe (sehen), «mehrheitsschweizerdeutsch» schlaa/schloo gegenüber teilweise ostschweizerisch schlache/schlahe (schlagen) sowie «mehrheitsschweizerdeutsch» zie gegenüber fast allgemein ostschweizerisch züche/zühe/züüche/züühe (ziehen).
Auffällig ist das Wort für «etwas». Das in der ganzen Deutschschweiz verwendete öppe, öppis (althochdeutsch ëtewas, ëtteswas) gilt zwar auch verbreitet in der Ostschweiz, aber in Schaffhausen und im nördlichen Thurgau verwendet die ältere Bevölkerung dafür auch das Wort naamis, und im Toggenburg und im Appenzellerland gilt allgemein näbis (beides aus althochdeutsch [ih] enweiʒ waʒ ‚ich weiss nicht was‘).

## Grammatik
Im Folgenden seien einige morphologische und syntaktische Besonderheiten der Ostschweizer Dialekte genannt:
Eine gesamtostschweizerische Besonderheit ist der /iə/- beziehungsweise der /x/-Laut im Präsens von gsee, sèche (sehen), also ich gsie, du gsiesch(t), er gsiet, mir/ir/si gsiend beziehungsweise besonders im östlichen Thurgau ich sech, du sechsch(t), er secht sowie im ganzen nordöstlichen Ostschweizerisch mir/ir/si sèched.
Typisch für die ältere Ostschweizer Mundart ist sodann die Umlautlosigkeit im Plural der Kurzverben und der Präteritopräsentia, etwa mer gond (wir gehen), mer hand (wir haben), mer muend. Im Laufe des 20. Jahrhunderts ist sie allerdings in vielen Gebieten durch die in der übrigen Deutschschweiz übliche umgelautete Form (mer gönd, mer händ, mer müend) verdrängt worden; am verbreitetsten kommt sie heute noch im Rheintal vor.
Ein unvermindert lebendiges Merkmal der Ostschweizer Dialekte, das aber auch für die anschliessenden Mundarten im Raum Linth–Walensee-Seez sowie March und Höfe gilt, ist die Bildung des Partizips Perfekt von tue (tun) mit dem gleichen Ablaut wie im Infinitiv, als tue (getan). Alle anderen schweizerdeutschen Dialekte haben im Partizip Perfekt hingegen den dem Schriftdeutschen entsprechenden Typus taa/too.
Eine – freilich auf dem Rückzug befindliche – Besonderheit des traditionellen nördlichen Ostschweizerisch (Klettgau, Reiat, Oberthurgau, nordöstliches St. Gallen bzw. unterstes Rheintal, Appenzellerland; nach neueren Erhebungen fast nur noch Klettgau, Reiat, Appenzell, unteres Rheintal – mit nördlicher Fortsetzung bis ins Ostschwäbisch und östlicher Fortsetzung bis in den Bregenzerwald) ist die Unterscheidung zweier Infinitive, nämlich eines unmarkierten auf -e und eines auf -ed, id, -nd ausgehenden nach der Infinitivpartikel z (zu), vergleiche etwa mache (machen), singe (singen), gòò (gehen), aber z mached, z machid (zu machen), z singed, z singid (zu singen), z gònd, z gönd (zu gehen). Letztere Formen gehen auf das althochdeutsche Gerundium zurück.
Typisch st. gallisch, appenzellerisch und teilweise oberthurgauerisch ist bis heute, dass das koprädikative Adjektiv auf -e ausgeht: du muesch d Melch aber haasse/häässe trinke «du musst die Milch aber heiss trinken»; Fischstääbli mue me doch gfròòr(n)e aabròòte «Fischstäbchen muss man doch gefroren anbraten»; oogsträälete send d Chend a s Hoochsig choo «ungekämmt kamen die Kinder an die Hochzeit».
Ein Merkmal des Ostschweizerischen (aber auch des Nordwestschweizerdeutschen) ist sodann die Form mii für standarddeutsch «meins» oder «mir» in Possessivkonstruktionen wie da isch mii «das ist meins», da ghöört mii «das gehört mir».

## Wahrnehmung ausserhalb der Ostschweiz

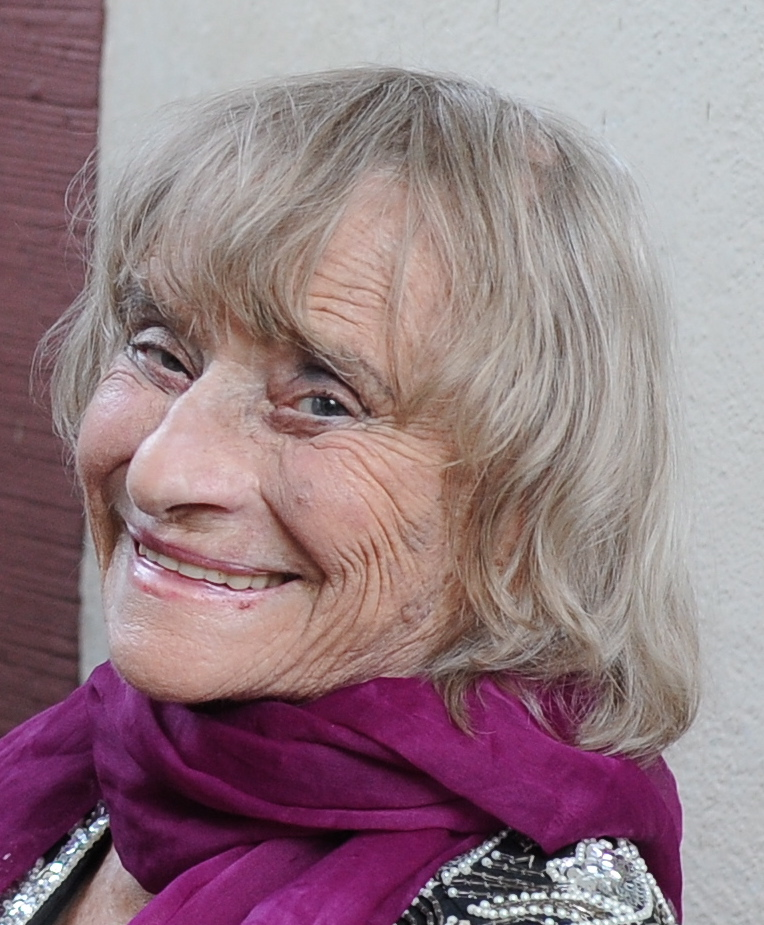
Die Märchenerzählerin Trudi Gerster begleitete drei Generationen von Schweizer Kindern. Sie störten sich nicht an ihrem St. Galler Dialekt.

Der St. Galler und Thurgauer Dialekt mit der «spitzen», nasalen Aussprache der Vokale wird von anderen Deutschschweizern häufig als unsympathisch beurteilt. Für die Unbeliebtheit der Ostschweizer Dialekte werden aussersprachliche Faktoren vermutet. Obwohl in Teilen Graubündens oder in Italien ähnliche A-Laute verwendet werden, sind diese Sprachformen in der Schweiz dennoch beliebt. Im Gegensatz zu Graubünden, dem Berner Oberland oder dem Wallis ist die Ostschweiz keine klassische Ferienregion der Schweizer, womit positive Erinnerungen an die Ostschweiz fehlen. In der Alten Eidgenossenschaft hatten der Thurgau als Untertanengebiet oder Stadt und Fürstabtei St. Gallen als Zugewandte Orte einen geringeren Stellenwert als die autonomen Alten Orte. Eine Studie hat jedoch gezeigt, dass Menschen, die die Schweiz nicht kennen, den berndeutschen und den Thurgauer Dialekt genau gleich schön finden.
In den letzten Jahren hat sich in der Ostschweiz eine starke Mundartszene entwickelt. Vor allem Musik und Spoken Word in Ostschweizer Dialekt boomen – auch ausserhalb der Kantonsgrenzen. Die Schaffhauser Bands Min King und Papst & Abstinenzler, die St. Galler Manuel Stahlberger und Gülsha Adilji sowie die Thurgauerin Lara Stoll sind nur einige Beispiele für das gewachsene Ostschweizer Selbstbewusstsein auf den Bühnen. Schon länger bekannt als Ostschweizer Dialektsprecher sind Trudi Gerster, Walter Roderer, Urs Kliby und Matthias Hüppi.